# Blair Lee
Blair Lee, född 9 augusti 1857 i Silver Spring, Maryland, död 25 december 1944 i Montgomery County, Maryland, var en amerikansk demokratisk politiker. Han representerade delstaten Maryland i USA:s senat 1914-1917.
Lee utexaminerades 1880 från College of New Jersey (numera Princeton University). Han avlade 1882 juristexamen vid Columbian University (numera George Washington University) och inledde 1883 sin karriär som advokat i Maryland. Han var ledamot av delstatens senat 1905-1913. Han efterträdde 1914 William P. Jackson i USA:s senat, där han efterträddes 1917 av Joseph Irwin France.
Lee var anglikan. Han gravsattes på Rock Creek Cemetery i Washington, D.C.